# Jugoslavia ai II Giochi olimpici invernali
La Jugoslavia partecipò ai II Giochi olimpici invernali, svoltisi a Sankt Moritz, Svizzera, dall'11 al 19 febbraio 1928, con una delegazione di 6 atleti impegnati in una disciplina.